# Elaphoglossum adulterinum
Elaphoglossum adulterinum är en träjonväxtart som beskrevs av David H. Lorence. Elaphoglossum adulterinum ingår i släktet Elaphoglossum och familjen Dryopteridaceae. Inga underarter finns listade.